# Pseudometachilo
Pseudometachilo és un gènere d'arnes de la família Crambidae.

## Taxonomia
- Pseudometachilo delius Bleszynski, 1966
- Pseudometachilo faunellus (Schaus in Dyar, 1911)
- Pseudometachilo irrectellus (Möschler, 1882)
- Pseudometachilo subfaunellus Bleszynski, 1967